# Paul Bernard Labrosse-Luuyt
Pour les articles homonymes, voir Labrosse (homonymie).
Paul Bernard Labrosse-Luuyt, né le 15 décembre 1825 au Havre et décédé le 23 novembre 1887 à Paris, est un ingénieur français, inspecteur général des Mines, directeur du canal de Givors, de la Compagnie des mines de la Loire et des forges de Vierzon, délégué à la Conférence internationale de Berne de 1882, directeur du contrôle de l'exploitation des chemins de fer du Nord, directeur de l'École nationale supérieure des mines de 1885 à 1887 et président de la commission spéciale de la carte géologique détaillée de la France.
Il est le père de Maurice Labrosse-Luuyt et le beau-père de Charles Walckenaer.

## Sources
- annales.org
- Camille Dreyfus et André Berthelot, "La Grande encyclopédie: inventaire raisonné des sciences, des lettres et des arts, Volume 22" (1886)
- "Annales des mines, ou recueil de mémoires sur l'exploitation des mines et sur les sciences et les arts qui s'y rattachent" (1887)